# 芭芭拉·科克伦
芭芭拉·科克伦（英語：Barbara Cochran，1951年1月4日—），美国女子高山滑雪运动员。她曾代表美国参加1972年冬季奥林匹克运动会高山滑雪比赛，获得女子回转金牌和女子大回转第十一名。